# Bedford (Nova York)
Bedford és una concentració de població designada pel cens dels Estats Units a l'estat de Nova York. Segons el cens del 2000 tenia 1.724 habitants.

## Demografia
Segons el cens del 2000, Bedford tenia 1.724 habitants, 577 habitatges, i 492 famílies. La densitat de població era de 180,9 habitants per km².
Dels 577 habitatges en un 44,4% hi vivien nens de menys de 18 anys, en un 77,5% hi vivien parelles casades, en un 5,4% dones solteres, i en un 14,6% no eren unitats familiars. En el 10,7% dels habitatges hi vivien persones soles el 4,9% de les quals corresponia a persones de 65 anys o més que vivien soles. El nombre mitjà de persones vivint en cada habitatge era de 2,95 i el nombre mitjà de persones que vivien en cada família era de 3,18.
Per edats la població es repartia de la següent manera: un 29,6% tenia menys de 18 anys, un 2,6% entre 18 i 24, un 26,2% entre 25 i 44, un 30,1% de 45 a 60 i un 11,5% 65 anys o més.
L'edat mediana era de 40 anys. Per cada 100 dones de 18 o més anys hi havia 96,3 homes.
La renda mediana per habitatge era de 120.325 $ i la renda mediana per família de 118.848 $. Els homes tenien una renda mediana de 81.898 $ mentre que les dones 52.375 $. La renda per capita de la població era de 56.868 $. Entorn de l'1,3% de les famílies i el 2,4% de la població estaven per davall del llindar de pobresa.